# Ducado de Cleves
O Ducado de Cleves (em alemão:  Herzogtum Kleve; em neerlandês:  Hertogdom Kleef) foi um Estado do Sacro Império Romano-Germânico, na atual Alemanha (parte da Renânia do Norte-Vestfália) e dos Países Baixos (parte de Limburgo, Brabante do Norte e Guéldria). Seu território situava-se nos dois lados do rio Reno, em torno de sua capital Cleves e abrangia os atuais distritos de Cleves, Wesel e a cidade de Duisburg.

## História
O Condado de Cleves (em alemão:  Grafschaft Kleve; em neerlandês:  Graafschap Kleef) foi mencionado pela primeira vez no século XI. Em 1417, o condado tornou-se um ducado. Sua história está estreitamente ligada a de seus vizinhos: os ducados de Jülich, Berg e Gueldres e o condado de Mark. Em 1368, Cleves e Mark uniram-se. Em 1521 Jülich, Berg, Cleves e Mark formaram os Ducados Unidos de Jülich-Cleves-Berg. Ana de Cleves (1515-57), rainha consorte da Inglaterra, em 1540, era filha do duque João III.
Quando o último duque de Jülich-Cleves-Berg morreu em 1609 sem deixar filhos legítimos, eclodiu uma guerra para a sua sucessão. O ducado foi dividido entre Palatinado-Neuburgo (Jülich e Berg) e Brandemburgo (Cleves e Mark), pelo Tratado de Xanten (1614). No entanto, grande parte do Ducado de Cleves esteve ocupado pelas Províncias Unidas até 1672. Como parte do Reino da Prússia, depois de 1701, Cleves foi ocupado pela França durante a Guerra dos Sete Anos (1757-62).
Em 1795, o Ducado de Cleves, à esquerda do Reno e Wesel foram ocupados pela França, e tornaram-se parte do departamento francês de Roer. O restante do ducado foi ocupado entre 1803 e 1805, e tornou-se parte do departamento de Yssel-Supérieur e do Estado fantoche do Grão-Ducado de Berg (depois de 1811, do departamento de Lippe). Em 1815, após a derrota de Napoleão Bonaparte, o ducado passou a fazer parte da província prussiana de Jülich-Cleves-Berg, que tornou-se parte da província prussiana do Reno em 1822. As cidades de Gennep, Zevenaar, e Huissen tornaram-se parte do Reino Unido dos Países Baixos, como consequência do Congresso de Viena de 1815.

## Governantes de Cleves

### Condes de Cleves
Casa de Cleves
- 1092–1119 Teodorico I[1]
- 1119–1147 Arnaldo I[1]
- 1147–1172 Teodorico II[1]
- 1172–1188 Teodorico III[1]
- 1188–1198 Teodorico IV[1]
- 1198–1201 Arnaldo II[1]
- 1201–1260 Teodorico V[1]
- 1260–1275 Teodorico VI[1]
- 1275–1305 Teodorico VII[1]
- 1305–1310 Otão[1]
- 1310–1347 Teodorico VIII[1]
- 1347–1368 João I[1]

Casa de Mark
- 1368–1394 Adolfo I (Adolfo III, Conde de Mark)[1]

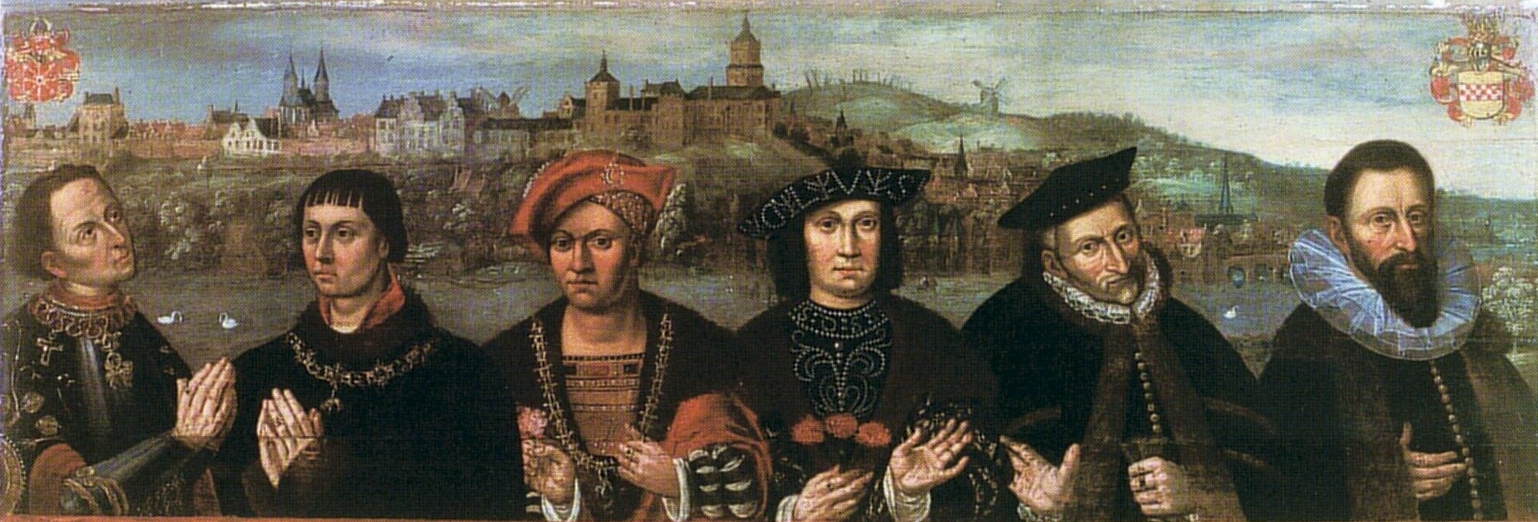
Os seis duques de Cleves: Adolfo I, João I, João II, João III, Guilherme, o Rico, e João Guilherme (da esquerda para a direita); obra de pintor desconhecido do século XVII.

### Duques de Cleves
Casa de Mark
- 1394–1448 Adolfo I (Conde de Cleves até 1417 como Adolfo II)[1]
- 1448–1481 João I[1]
- 1481–1521 João II, o Pio[1]

### Ducados Unidos de Jülich-Cleves-Berg[nota 1]
Casa de Mark
- 1521–1539 João III, o Pacífico (duque de Jülich-Berg desde 1511)[1]
- 1539–1592 Guilherme, o Rico[1]
- 1592–1609 João Guilherme[1]